# Prunaru, Teleorman
Prunaru este un sat în comuna Bujoreni din județul Teleorman, Muntenia, România. Se află în partea de est a județului. La recensământul din 2002 avea o populație de 528 locuitori. Satul este traversat de DN6 București - Cenad.
În această localitate a avut loc Șarja de la Prunaru (1916).